# Udea argoscelis
Udea argoscelis là một loài bướm đêm thuộc họ Crambidae. Nó là loài đặc hữu của Kauai, Oahu, Molokai và Hawaii.
Ấu trùng ăn Rumex giganteus.